# Oluta
Oluta är en kommunhuvudort i Mexiko.   Den ligger i kommunen Oluta och delstaten Veracruz, i den sydöstra delen av landet, 500 km öster om huvudstaden Mexico City. Oluta ligger 81 meter över havet och antalet invånare är 11 489.
Terrängen runt Oluta är platt. Runt Oluta är det ganska tätbefolkat, med 52 invånare per kvadratkilometer. Närmaste större samhälle är Acayucan, 2,9 km nordväst om Oluta. Omgivningarna runt Oluta är en mosaik av jordbruksmark och naturlig växtlighet.